# Estación Rapelco
La Estación Rapelco fue una estación de ferrocarriles parte del ramal Coihue-Mulchén, ubicada en la comuna de Mulchén, región del Biobío. Actualmente ya no presta servicios.

## Historia
La construcción del ramal comenzó desde la estación Coihue hacia Mulchén, siendo Rapelco una de las estaciones del recorrido, Las vías férreas de la estación llegaron hasta el estero de Malven —kilómetro 20 de la línea— el 1 de enero de 1893, y es durante el 1 de julio de 1896 se inaugura el servicio del ferrocarril. Sin embargo, Rapelco fue una nueva estación de ferrocarriles entregada a servicio el 10 de mayo de 1910, 14 años después de la inauguración del ramal.
La estación dejó de entregar servicios en la década de 1980, finalmente siendo dado de baja todo el ramal en 1998 y levantada su infraestructura en 2004.
Actualmente no hay rastros de la infraestructura de la estación.[cita requerida]

## Etimología
Rapelco proviene del idioma mapuche rapel +co, que significa agua de barro de greda.